# Brumbung (Mranggen)
Brumbung is een bestuurslaag in het regentschap Demak van de provincie Midden-Java, Indonesië. Brumbung telt 5279 inwoners (volkstelling 2010).